# グッテンベルク (オーバーフランケン)
グッテンベルク (Guttenberg) は、バイエルン州クルムバッハ郡（オーバーフランケン行政管区）の町村（以下、本項では便宜上「町」と記述する）で、ウンターシュタイナハ行政共同体の一員である。人口わずか600人の、オーバーフランケンで最小の独立自治体である。

## 地理

### 位置
グッテンベルクは、フランケンヴァルト自然公園の南東端に位置する。

### 自治体の構成
この町は、公式には14の地区 (Ort) からなる。このうち小集落や孤立農場などを除く集落を以下に列記する。
- グッテンベルク
- マイアーホーフ

## 歴史
この町の歴史は、貴族一門グッテンベルク家の歴史と密接に結びついている。グッテンベルクが最初に文献に現れるのは1148年である。ハインリヒ・フォン・プラッセンベルクは1315年にグッテンベルクに館を築いた。彼の子孫はこの館にちなんで、この名で呼ばれるようになった。1802年にはバイエルン公国がグッテンベルクの領主となったが、1804年にプロイセン王国領に移った。その後、1807年のティルジットの和約でフランスが領主となったが、結局、1810年にバイエルン王国に戻された。

### 人口推移
この自治体の領域の人口は、1970年 618人、1987年 502人、2000年には561人であった。

## 行政

### 議会
議会は、首長を含めて9議席である。

## 文化と見所
かつての領主貴族のグッテンベルク家の館がこの町の印象的な風景を作り出している。その威容はグッテンベルク城と呼ぶにふさわしい。

## 人物

### ゆかりの人物
- グッテンベルク男爵カール・ルートヴィヒ (de:Karl Ludwig Freiherr von und zu Guttenberg, 1902年 - 1945年) アドルフ・ヒトラーに対する抵抗運動の闘士
- グッテンベルク男爵カール・テオドール (de:Karl Theodor Freiherr von und zu Guttenberg, 1921年 - 1972年) 政治家 (CSU)
- グッテンベルク男爵カール＝テオドール (Karl-Theodor Freiherr von und zu Guttenberg, 1971年 -) 政治家 (CSU)、上記カール・テオドールの孫。経済・科学技術大臣

## 引用
1. ↑  https://www.statistikdaten.bayern.de/genesis/online?operation=result&code=12411-003r&leerzeilen=false&language=de Genesis-Online-Datenbank des Bayerischen Landesamtes für Statistik Tabelle 12411-003r Fortschreibung des Bevölkerungsstandes: Gemeinden, Stichtag (Einwohnerzahlen auf Grundlage des Zensus 2011)
2. ↑  Bayerische Landesbibliothek Online